# Abramsån
Abramsån är en skogså i Bodens kommun i mellersta Norrbotten. Den är cirka 30 km lång, inkluderat källflöden cirka 45 km, och avrinningsområdet är ca 100 km². Ån är ett högerbiflöde till Råneälven, rinner upp i Degervattnet (137 meter över havet), cirka 4 mil nordnordväst om Boden, och mynnar i Degerselet (20 meter över havet) cirka 2 mil nordväst om Råneå. Dess viktigaste källflöde heter Djupsjöån.
Läs mer: https://www.sca.com/sv/media/nyheter/2023/framgangsrik-vattenrestaurering-pa-sca-mark/